# Szczygłowice (gmina)

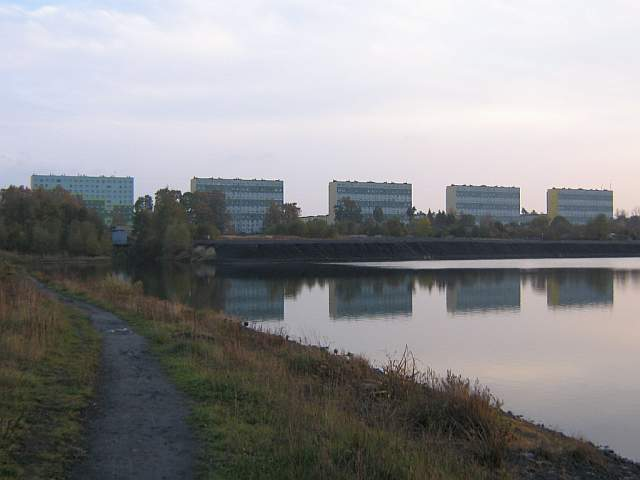
Szczygłowice

Szczygłowice – dawna jednostkowa gmina wiejska w  woj. śląskim, także figurująca w ustawodawstwie polskim w latach 50. w woj. katowickim. Siedzibą władz gminy były Szczygłowice (obecnie dzielnica Knurowa).
Jako gmina jednostkowa gmina Szczygłowice funkcjonowała za II Rzeczypospolitej w latach 1922–1945 w powiecie rybnickim w woj. śląskim. 1 kwietnia 1928 przyłączono do niej obszar zniesionej gminy Krywałd.
1 grudnia 1945 na obszarze woj. śląskiego (z gminami jednostkowymi) utworzono gminy zbiorowe. Szczygłowice weszły w skład nowo utworzonej gminy Knurów; nie utworzono natomiast gminy zbiorowej Szczygłowice.
Brak jednoznacznych informacji czy kiedykolwiek po wojnie istniała zbiorowa gmina Szczygłowice. W wykazie gmin z 1946 roku Szczygłowice występują nadal jako jedna z 2 gromad gminy Knurów. Gmina Szczygłowice figuruje natomiast w rozporządzeniu z 1950 roku, kiedy to miała być zniesiona i włączona do nowo utworzonego miasta Knurów z dniem 1 stycznia 1951. Ponieważ brak jest jakichkolwiek informacji o istnieniu gminy o nazwie Szczygłowice po wojnie (oprócz owego doraźnego rozporządzenia z 1950 roku), a oficjalne wykazy powojenne jej w ogóle nie wymieniają, sugeruje to że wyrażenie „gmina” w rozporządzeniu z 1950 roku mylnie nawiązuje do jednostki przedwojennej, tzn. gminy jednostkowej Szczygłowice (por. też gmina Krzyżkowice, gmina Orzepowice, gmina Paprocany, gmina Pietrzkowice, gmina Pstrążna, gmina Wilkowyje, gmina Zamysłów, gmina Zielona, gmina Stelmachowo, Miasta w województwie białostockim w latach 1944–1950). 